# 221150 Jerryfoote
221150 Jerryfoote este un asteroid din centura principală de asteroizi.

## Descriere
221150 Jerryfoote este un asteroid din centura principală de asteroizi. A fost descoperit pe 3 octombrie 2005 în cadrul proiectului CSS. Asteroidul prezintă o orbită caracterizată de o semiaxă mare de 2,65 ua, o excentricitate de 0,12 și o înclinație de 9,7° în raport cu ecliptica.